# 泉涌寺
泉涌寺（せんにゅうじ）は、京都市東山区泉涌寺山内町にある真言宗泉涌寺派の総本山の寺院。山号は東山（とうざん）または泉山（せんざん）。本尊は釈迦如来、阿弥陀如来、弥勒如来の三世仏。皇室の菩提寺（皇室香華院）として御寺（みてら）と呼ばれている。楊貴妃観音堂（本尊・楊貴妃観音）は洛陽三十三所観音霊場第20番札所。
平安時代に弘法大師空海が草創したと伝わるが、実質的な開山は鎌倉時代の月輪大師俊芿（がちりんだいししゅんじょう）で、天台、東密、禅宗、浄土の四宗兼学の道場として再興した。東山の一峰である月輪山の麓に広がる寺域内には、鎌倉時代の後堀河天皇、四条天皇、および江戸時代の後水尾天皇から孝明天皇に至る天皇陵があり、霊明殿には歴代の天皇や皇后、皇族の尊牌（位牌）が奉安されている。

## 歴史
仁和寺や大覚寺などと共に皇室ゆかりの寺院として知られるが、草創の時期や事情についてはあまり明らかではない。伝承によれば、斉衡3年（856年）、藤原式家の流れをくむ左大臣藤原緒嗣が、自らの山荘に神修上人を開山として創設。当初は法輪寺と称し、後に仙遊寺と改めたという。なお、『続日本後紀』によれば藤原緒嗣は承和10年（843年）に没しているので、上述の伝承を信じるとすれば、藤原緒嗣の遺志に基づき、菩提寺として建立されたということになる。
別の伝承は開創者を空海とする。すなわち、空海が天長年間（824年 - 834年）、この地に草創した法輪寺が起源であり、斉衡2年（855年）藤原緒嗣によって再興され、仙遊寺と改めたとするものである。空海による草創年代を大同2年（807年）とする伝承もあり、この寺院が後の今熊野観音寺（泉涌寺山内にあり、西国三十三所観音霊場の第15番札所）となったともいう。以上の伝承を総合すると、平安時代初期に草創された前身寺院が平安時代後期には荒廃していたのを、鎌倉時代に再興したものと思われる。

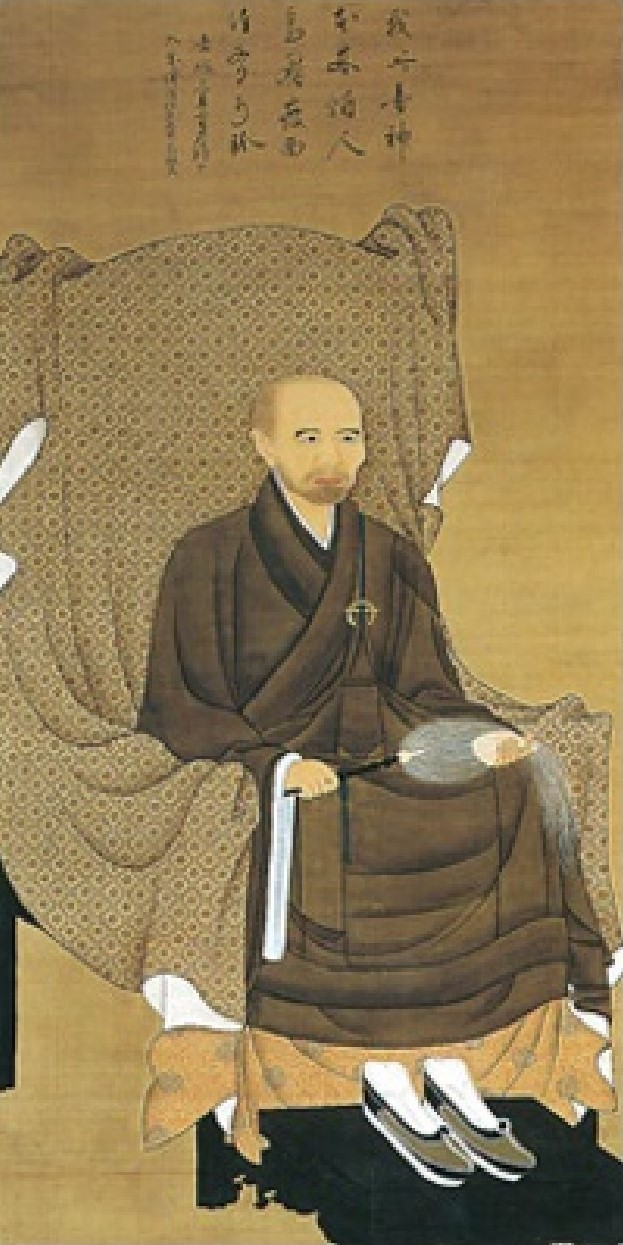
月輪大師俊芿

鎌倉時代の建保6年（1218年）、宇都宮信房が荒廃していた仙遊寺を俊芿に寄進、俊芿は多くの人々の寄付を得てこの地に大伽藍を造営し、嘉禄2年（1226年）に主要伽藍を完成させた。その際に霊泉が湧いたので、寺号を泉涌寺としたという（旧寺号の「仙遊寺」と音が通ずる点に注意）。宇都宮信房は源頼朝の家臣で、豊前守護に任じられた人物であり、俊芿に帰依していた。俊芿（1166年 - 1227年）は肥後国出身の学僧で、正治元年（1199年）宋に渡り、足かけ13年の滞在で天台と律を学び、建暦元年（1211年）日本へ帰国した。彼は宋から多くの文物をもたらし、泉涌寺の伽藍は全て宋風に造られた。
泉涌寺は律（北京律）を中心として天台、東密（真言宗）、禅宗、浄土の四宗兼学（または律を含めて五宗兼学とも）の道場として栄えた。
後鳥羽上皇や土御門上皇、順徳上皇、後高倉院の他、北条政子や北条泰時も俊芿の下で受戒するなどその勢いは強まり、貞応3年（1224年）には後堀河天皇により皇室の祈願寺と定められ、仁治3年（1242年）正月には四条天皇の葬儀を行うまでになっている。こうした関係から後堀河天皇と四条天皇の陵墓は泉涌寺内に築かれた。
この頃から皇室との結び付きがより強まっていき、遂には南北朝時代の後光厳天皇からは歴代天皇の葬儀を一手に行うまでになった。
応仁2年（1468年）には応仁の乱の兵火を受けて全山焼失してしまうが、間もなく復興された。天正13年（1585年）には豊臣秀吉に寺領494石を認められる。次いで、元和元年（1615年）には徳川家康により寺領601余石が認められた。
江戸時代に入ってからは皇室との関係はより密接となり、後水尾天皇から孝明天皇に至る歴代天皇・皇后の葬儀を一貫して執り行ったほか、その陵墓も全て境内にあり、「月輪陵（つきのわのみさぎ）」、「後月輪陵（のちのつきのわのみささぎ）」、「後月輪東山陵（のちのつきのわのひがしのみささぎ）」として築かれて祀られている。月輪陵と後月輪陵には合計で25の陵と9つの墓があり、後月輪東山陵は孝明天皇陵である。
泉涌寺はこれらの皇室の陵墓や尊牌に対して香をたき、花を供える香華院となり、「御寺（みてら）」と尊称されている。明治政府の神仏判然令により、陵墓は全て宮内省諸陵寮（現・宮内庁書陵部）の管理下に置かれることとなり、以後は天皇・皇后の葬儀を行うこともなくなった。また、祭祀も神式に改められることとなり、御所内に祀られていた歴代天皇の位牌は、1876年（明治9年）に泉涌寺に安置されることとなった。こうした経緯もあり、明治天皇の勅旨により、堂宇の営繕修理は、全て宮内省において実施され、日常の経費も御尊牌奉護料として下賜されていた。戦後、政教分離の原則を定めた日本国憲法施行により、国費を支出することができなくなったことから、1966年（昭和41年）に三笠宮崇仁親王を初代総裁とする「御寺泉涌寺を護る会」が有志により設立され、現在は秋篠宮文仁親王が総裁を務めている。また、天皇・皇后が京都に行幸啓する折りには、参拝するのが恒例となっているほか、先帝四代の祥月命日には、天皇の代理として、宮内庁京都事務所の職員が代拝している。

## 伽藍
総門を入ると、参道の左右にいくつかの塔頭（山内寺院）がある。長い参道の先にある大門をくぐると、左手に楊貴妃観音堂があり、正面には伽藍の中心をなす仏殿、舎利殿が建ち、これらの背後に霊明殿、御座所など皇室ゆかりの建築があり、その背後に月輪陵がある。
- 仏殿（重要文化財） - 寛文8年（1668年）、徳川家綱の援助で再建したもの。密教寺院の中心堂宇は「本堂」ないし「金堂」と称することが多いが、当寺では宋風の「仏殿」の呼称を用いる。内部は禅寺風の土間とし、柱、窓、組物、天井構架等の建築様式も典型的な禅宗様になる。本尊は過去・現在・来世を表す伝運慶作の釈迦如来・阿弥陀如来・弥勒如来の3体の如来像を安置する。天井の「雲龍図」、本尊背後の「飛天図」、裏壁の「白衣観音図」は狩野探幽の筆になる。

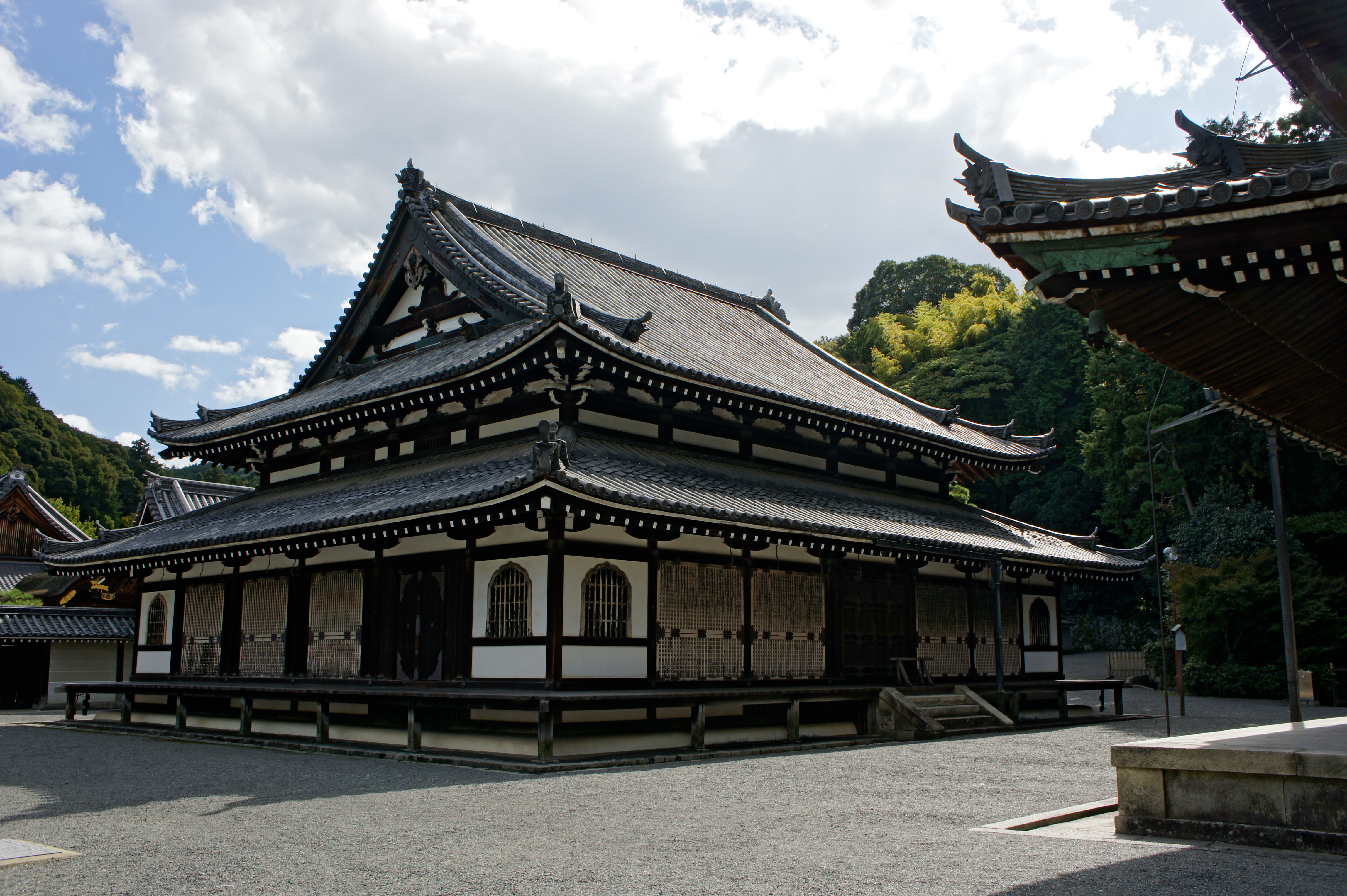
舎利殿

- 舎利殿 （京都府指定有形文化財）- 仏殿の背後に建つ。慶長年間（1596年 - 1615年）に京都御所の建物を移築・改装したもの。俊芿の弟子湛海が安貞2年（1228年）に南宋時代の慶元府の白蓮寺から請来したという仏牙舎利（釈尊の歯）を、寛喜2年（1230年）に将来された韋駄天像・月蓋長者像（共に重要文化財）とともに安置している。天井の「雲龍図」は狩野山雪筆。「鳴龍」とも呼ばれる。御内庫左右の板壁に描かれた十六羅漢像は第六代・木村了琢の筆で寛文8年（1668年）に完成した。
- 庫裏 - 本坊。
- 玄関
- 御座所（京都府指定有形文化財） - 仏殿・舎利殿の背後に建つ。文化15年（1818年）に建立され、現在の建物は、明治天皇が使用していた旧御所の御里御殿を1884年（明治17年）に移築したもので、女官の間、門跡の間、皇族の間、侍従の間、勅使の間、玉座の間などがある。玉座の間は、天皇・皇后が来寺した際に休息所として使用する部屋で、平成期（1989年 - 2019年）に入ってからは、即位報告（1990年）、平安建都1200年記念（1994年）、在位10年の報告（1999年）、譲位の報告（2019年）などの際に平成の天皇が泉涌寺を訪れ、この部屋を使用している。今上天皇の即位の報告（2019年）の際にも用いられた。

- 御座所庭園

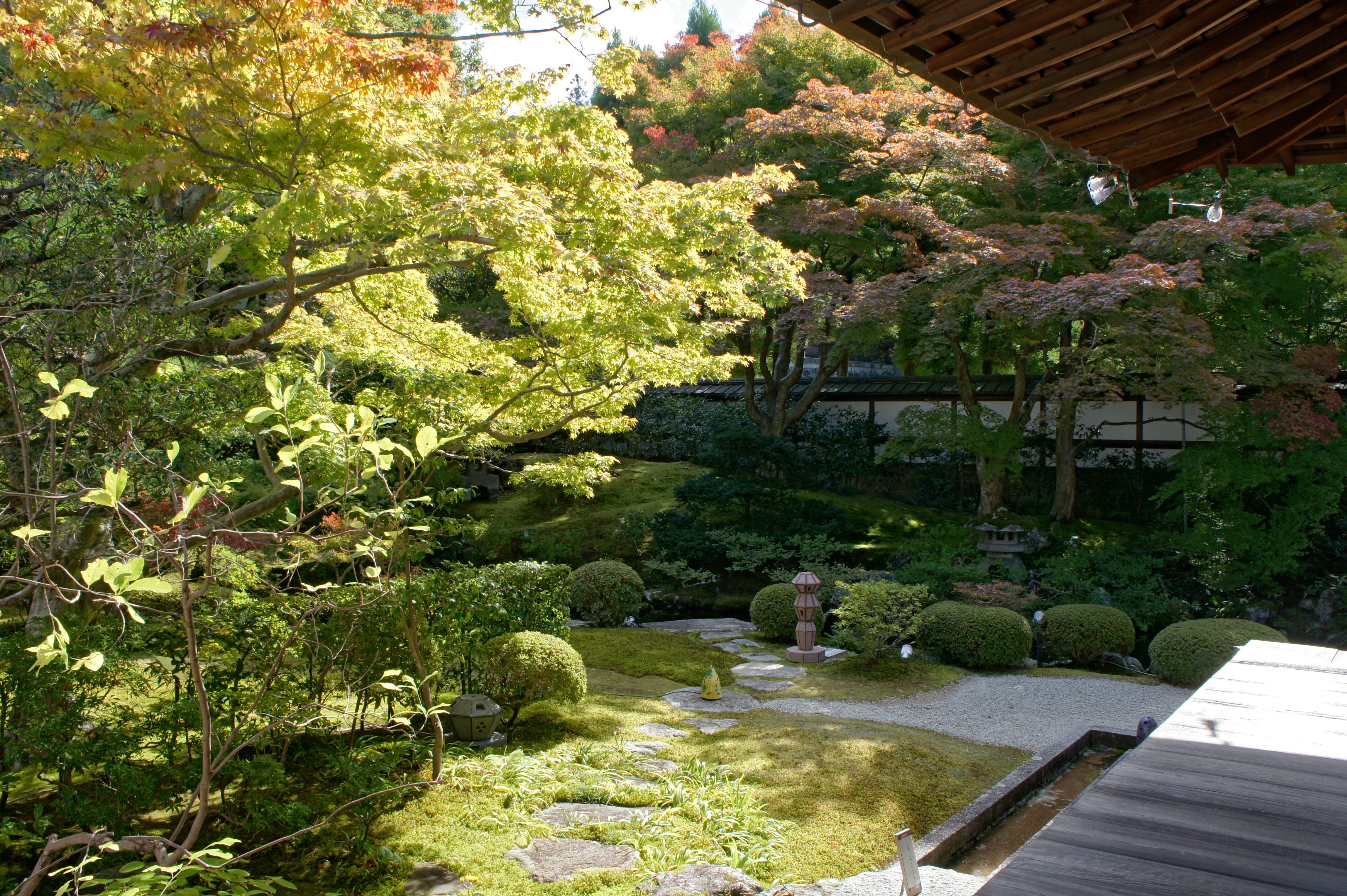
御座所庭園

- 海会堂（かいえどう） - 御座所に接して建つ土蔵造の仏堂。屋根は宝形造。元は宮中にあった「黒戸」（黒戸御所）を主体とした恭明宮を1868年（明治元年）の神仏判然令発布を機に、1873年（明治6年）3月に移築したものである。かつての天皇・皇后の念持仏（守り本尊）を安置している。
- 勅使門
- 本坊表門
- 霊明殿 - 天智天皇から昭和天皇に至る歴代天皇皇后（長慶天皇と後亀山天皇は除き、北朝の天皇を含め、後醍醐天皇以前は多数の脱落がある）の尊牌（位牌）を安置する。1882年（明治15年）に焼失し、現在の霊明殿は、1884年（明治17年）に明治天皇の勅命により再建された。入母屋造り桧皮葺きで、外観は宸殿風の建物である。1871年（明治4年）に般舟院など京都府内の諸寺院にあった尊牌がここに集められている[10]。
  - 霊明殿唐門
- 月輪陵唐門 - 月輪陵の表門。月輪陵については後述。
- 開山堂（重要文化財） - 俊芿の墓所（無縫塔・重要文化財）を収めた小堂。なお、堂外北側の石造無縫塔2基も重要文化財となっている。この堂を拝観するためには月輪陵のすぐ手前右の鉄柵の扉を開けて（鍵はかかっていない）中に入る必要がある。
- 池
- 泉涌水屋形（京都府指定有形文化財） - 寛文8年（1668年）の再建。天井の「雲龍図」は別所如閑筆。

- 浴室（京都府指定有形文化財）
- 経蔵

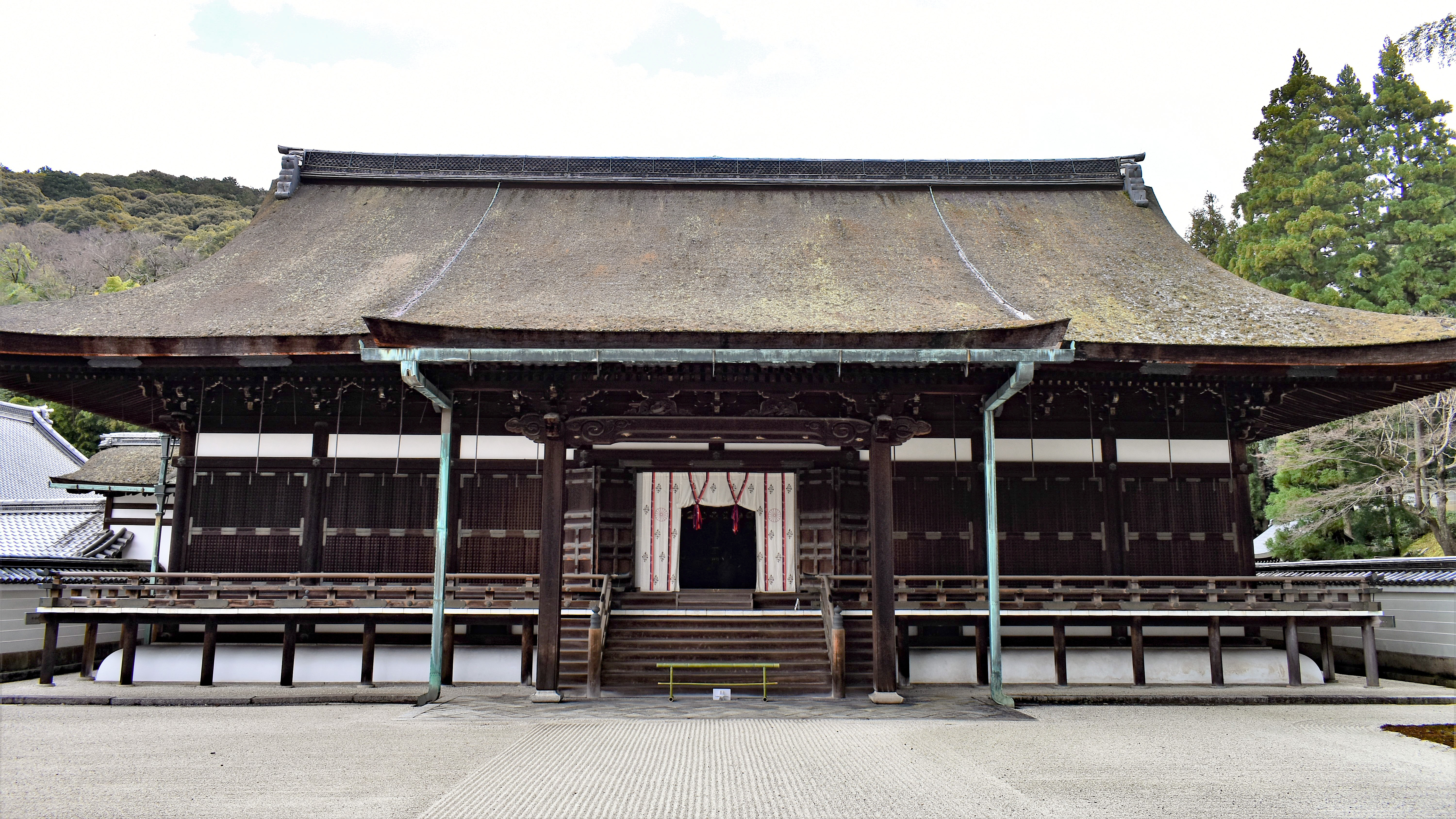
霊明殿

- 鎮守社本殿・拝殿（京都府指定有形文化財）
- 楊貴妃観音堂 - 大門を入ってすぐ左手の奥まったところに建つ。南宋時代の作である観音菩薩坐像・通称「楊貴妃観音」を安置する（後述の「楊貴妃観音」節参照）。洛陽三十三所観音霊場第20番札所。
- 心照殿 - 楊貴妃観音堂に接して建つ宝物館で、泉涌寺および塔頭寺院所蔵の文化財を順次公開している。
- 大門（重要文化財） - 慶長年間（1596年 - 1615年）造営の御所の南門を寛永年間（1624年 - 1645年）に移築したもの。
- 一条院皇后宮鳥戸野陵 - 境内の北東にある。
- 後堀河天皇觀音寺陵
- 孝明天皇後月輪東山陵
- 英照皇太后後月輪東北陵
- 泉山幼稚園

### 月輪陵
歴代天皇、皇族の陵墓群。皇室財産として宮内庁が管理している。開山堂へ向かうスロープの途中から全景が一望できる。月輪陵は「月輪陵」と「後月輪陵」からなっている。これらの陵に祀られている歴代天皇・皇族の25陵・5灰塚・9墓は以下の通り。

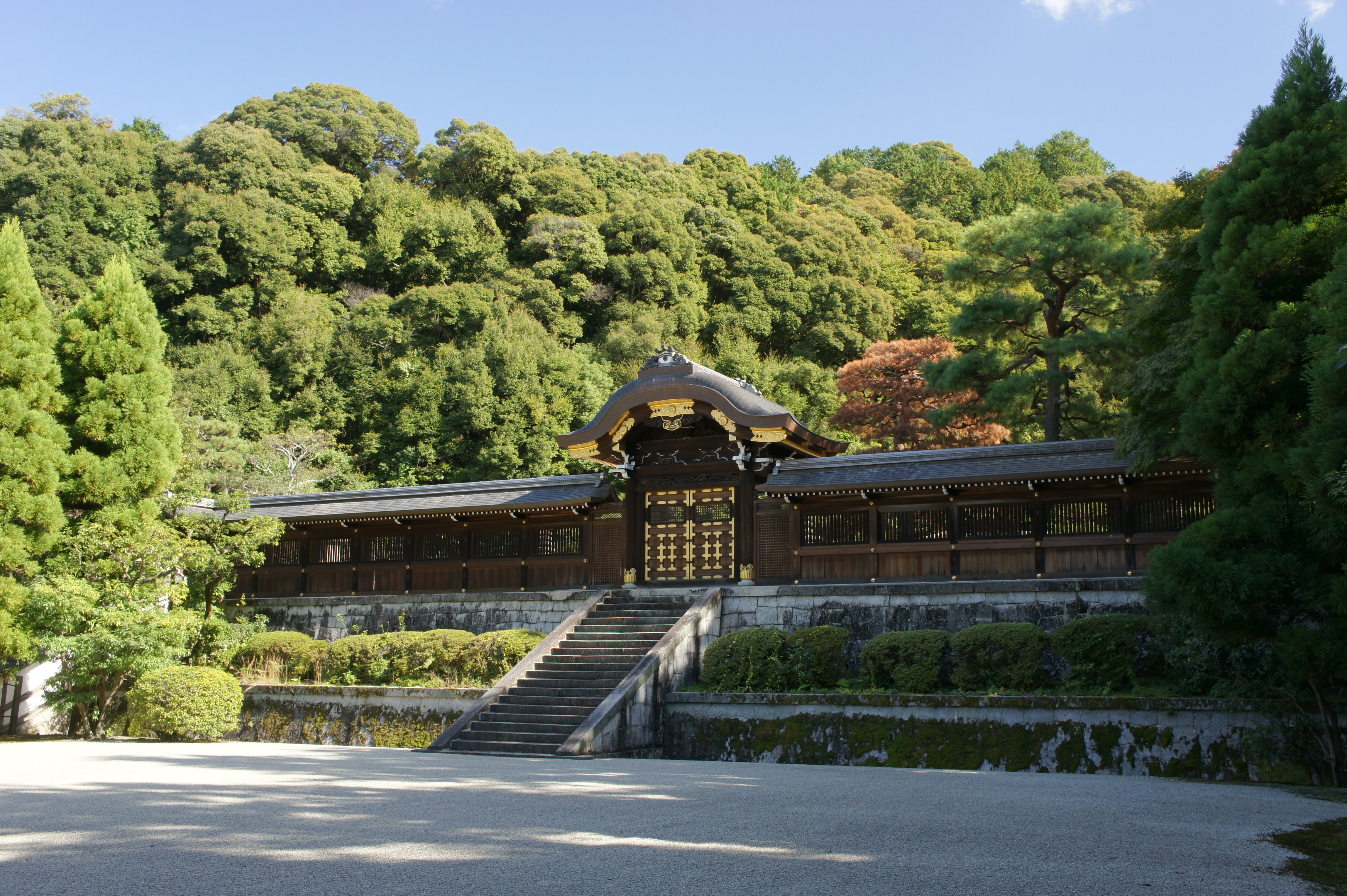
月輪陵。歴代天皇らの25陵、5灰塚、9墓が営まれている

- 四條天皇月輪陵 - 石造九重塔
- 後水尾天皇月輪陵 - 石造九重塔
- 明正天皇月輪陵 - 石造九重塔
- 後光明天皇月輪陵 - 石造九重塔
- 後西天皇月輪陵 - 石造九重塔
- 霊元天皇月輪陵 - 石造九重塔
- 東山天皇月輪陵 - 石造九重塔
- 中御門天皇月輪陵 - 石造九重塔
- 櫻町天皇月輪陵 - 石造九重塔
- 桃園天皇月輪陵 - 石造九重塔
- 後櫻町天皇月輪陵 - 石造九重塔
- 後桃園天皇月輪陵 - 石造九重塔
- 光格天皇後月輪陵 - 石造九重塔
- 仁孝天皇後月輪陵 - 石造九重塔
- 陽光太上天皇月輪陵 - 無方塔
- 後水尾天皇皇后和子月輪陵
- 霊元天皇皇后房子月輪陵
- 東山天皇皇后幸子女王月輪陵
- 中御門天皇女御贈皇太后尚子月輪陵
- 櫻町天皇女御尊称皇太后舎子月輪陵
- 桃園天皇女御尊称皇太后富子月輪陵
- 後桃園天皇女御尊称皇太后維子月輪陵
- 光格天皇皇后欣子内親王後月輪陵
- 仁孝天皇女御贈皇后繋子後月輪陵
- 仁孝天皇女御尊称皇太后祺子後月輪陵
- 後土御門天皇灰塚
- 後柏原天皇灰塚
- 後奈良天皇灰塚
- 正親町天皇灰塚
- 後陽成天皇灰塚
- 光格天皇皇子温仁親王墓
- 光格天皇皇子悦仁親王墓
- 仁孝天皇皇子安仁親王墓
- 陽光太上天皇妃晴子墓
- 後陽成天皇女御中和門院藤原前子墓
- 後水尾天皇後宮壬生院藤原光子墓
- 後水尾天皇後宮逢春門院藤原隆子墓
- 後水尾天皇後宮新廣門院藤原國子墓
- 仁孝天皇後宮新待賢門院藤原雅子墓

### 別院・塔頭
毎年1月の第2月曜日（成人の日）には、泉涌寺の塔頭を巡り、福笹に縁起物を付けていく「泉山七福神巡り」の行事が行われている。
- 雲龍院 - 泉涌寺の別院。別格本山。南北朝期より続く。本尊薬師如来と走り大黒天で有名な西国薬師四十九霊場第40番札所。
- 悲田院
- 来迎院 - 『忠臣蔵』として知られる赤穂浪士の討ち入り事件（赤穂事件）の前に大石内蔵助が滞在し、茶室（含翠軒）を建立した。
- 善能寺 - 洛陽三十三所観音霊場第18番札所。
- 今熊野観音寺 - 西国三十三所観音霊場第15番札所。洛陽三十三所観音霊場第19番札所。
- 新善光寺
- 法音院 - 洛陽三十三所観音霊場第25番札所。
- 戒光寺 - 高さ約10メートル（台座・光背含む）の木造釈迦如来立像を安置する。
- 即成院 - 重要文化財の木造阿弥陀如来および二十五菩薩像を安置する。

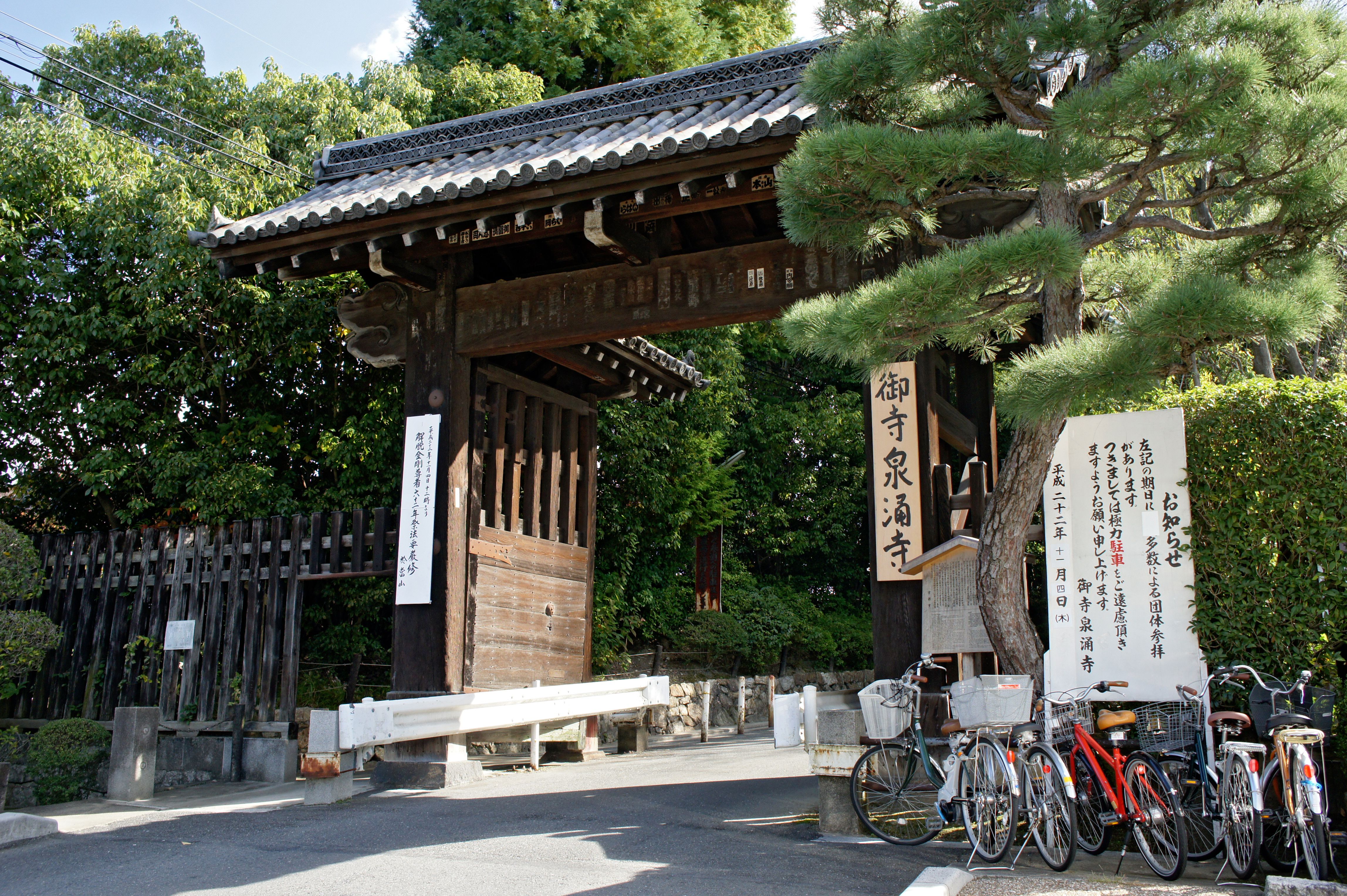
総門
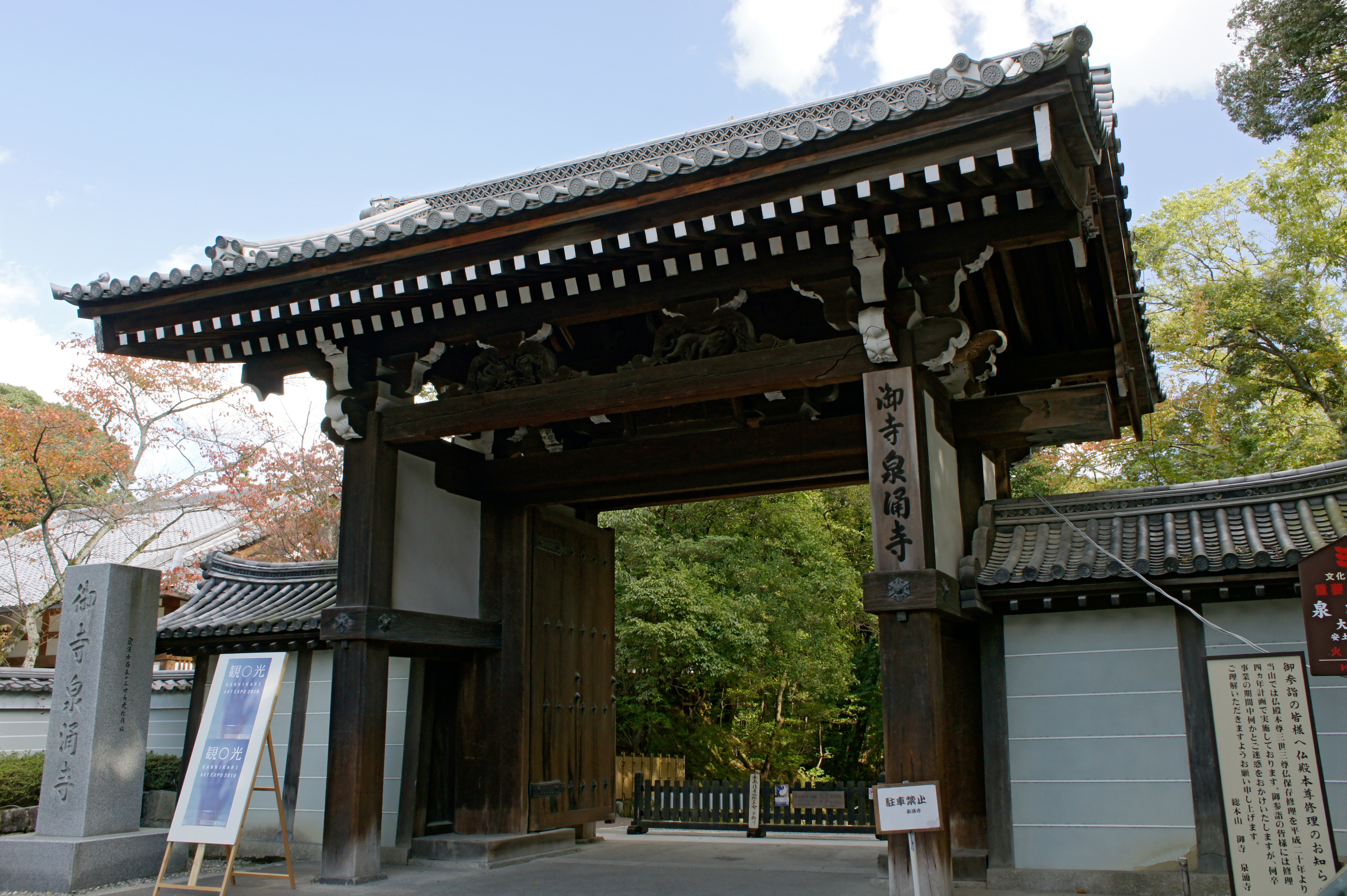
大門
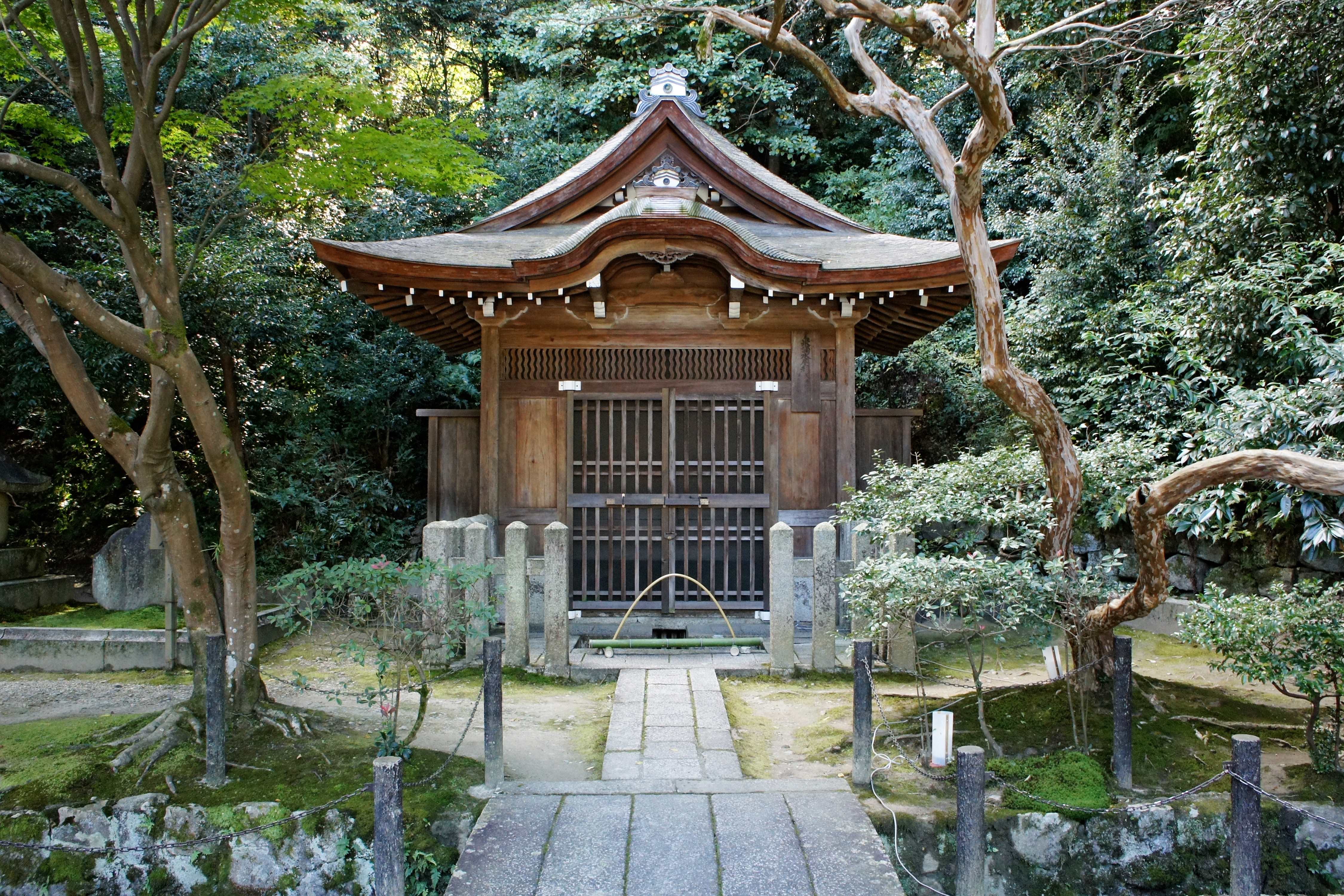
水屋形
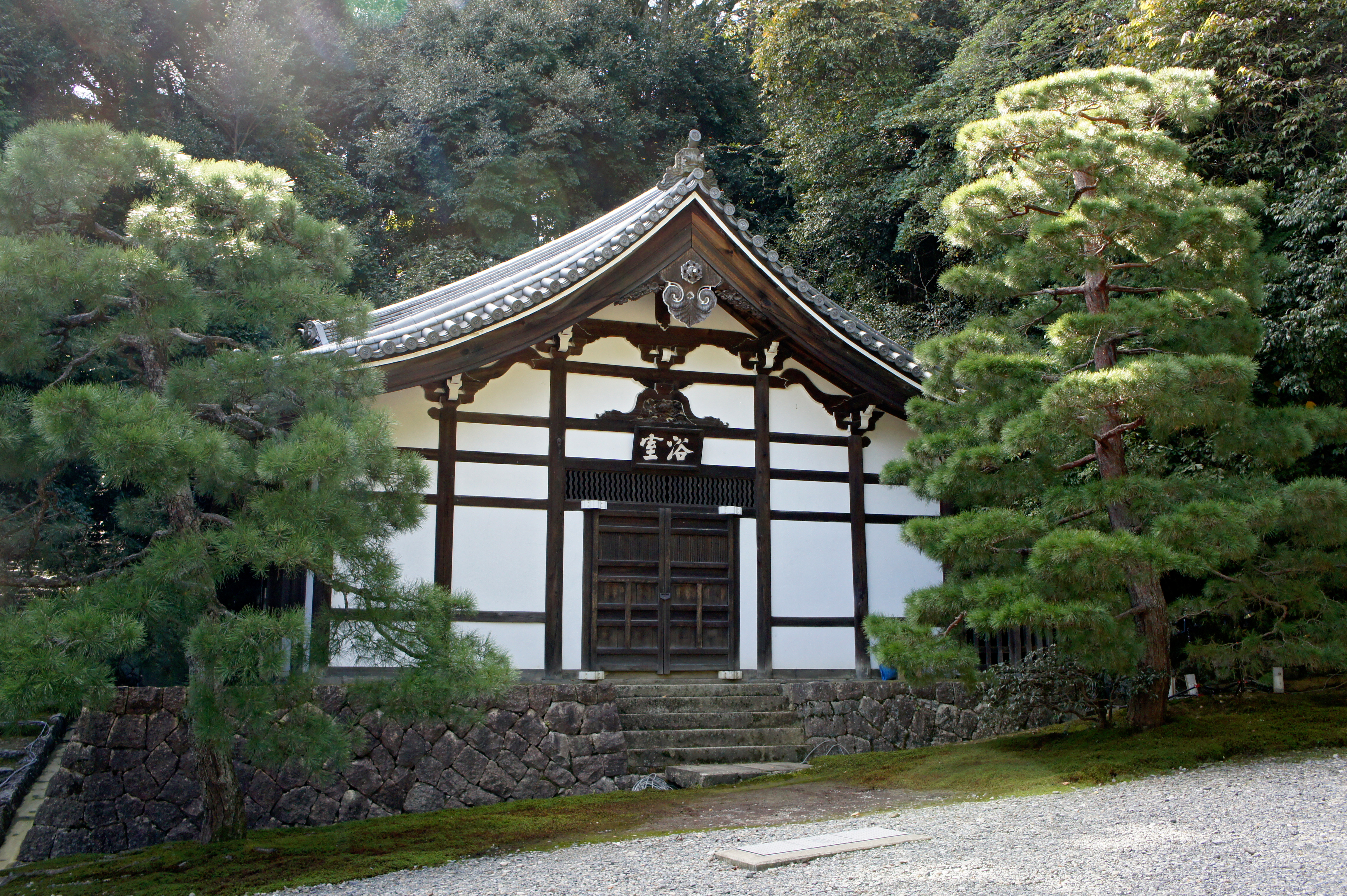
浴室
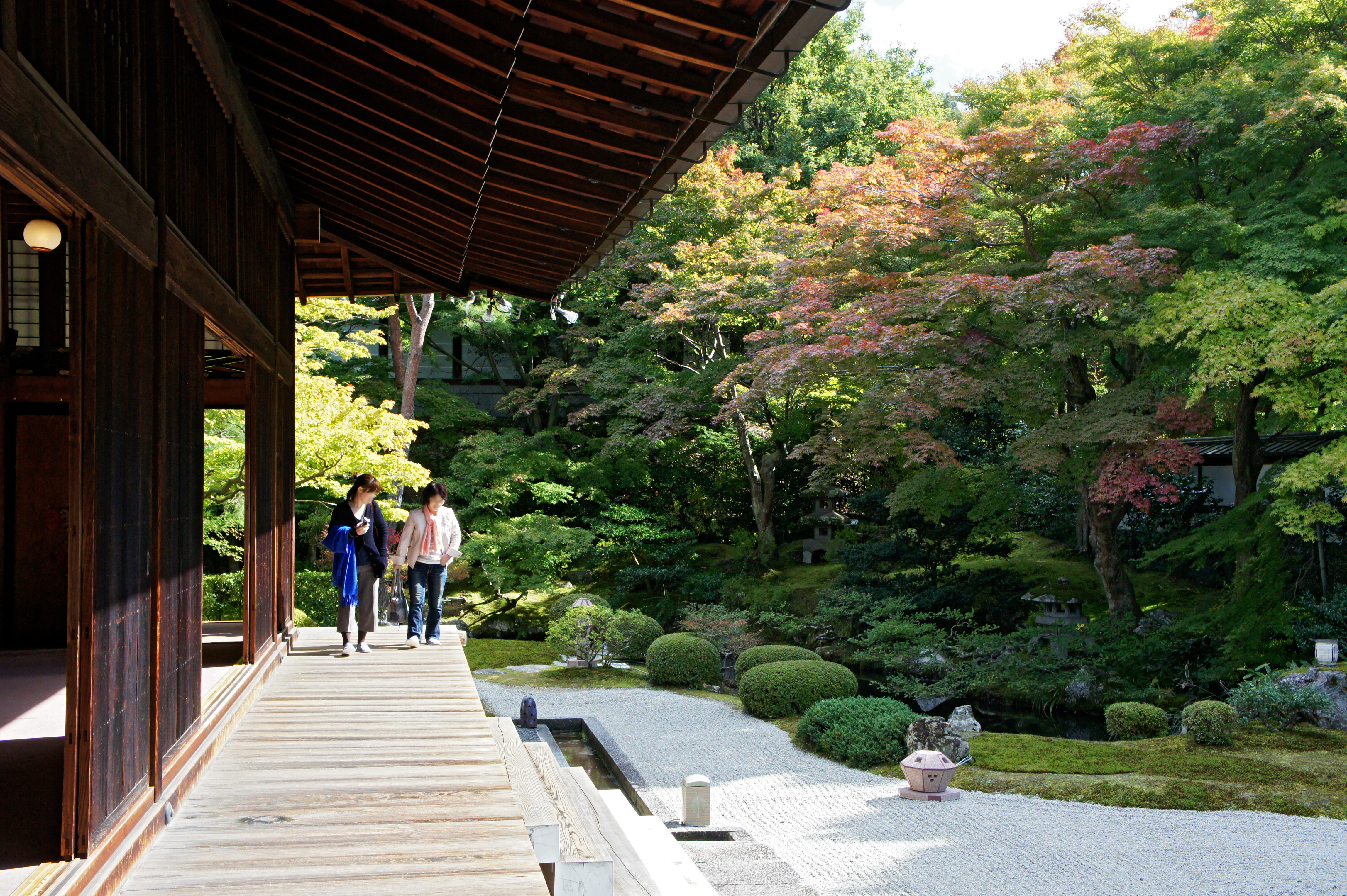
御座所庭園
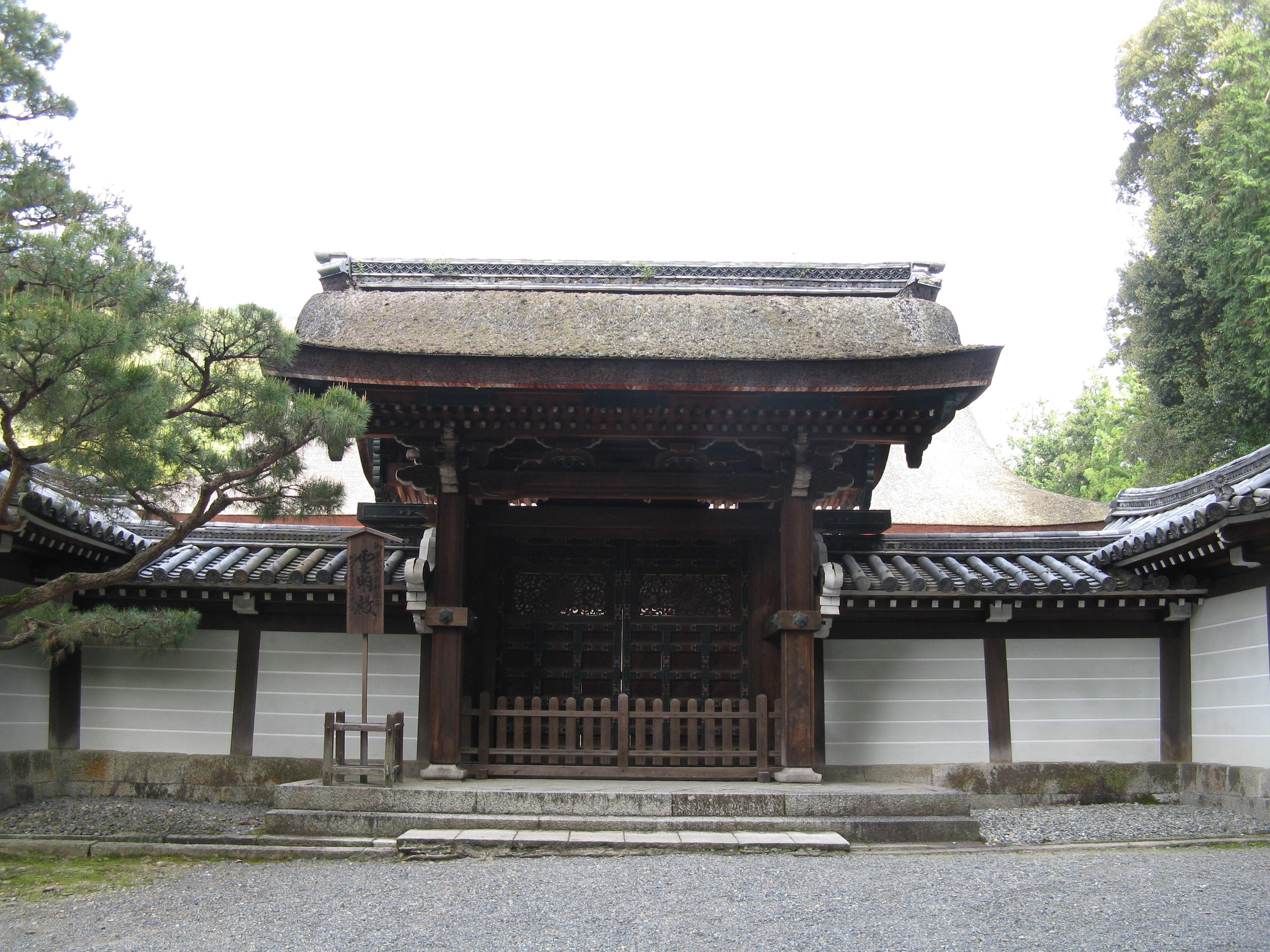
霊明殿唐門

## 楊貴妃観音
重要文化財。楊貴妃の風貌をモデルに作られた観音菩薩坐像という伝承があり、楊貴妃観音堂に安置される。建長7年（1255年）俊芿の弟子湛海が仏舎利と共に南宋から請来したものとされる。
長らく100年に一度だけ公開する秘仏であったが、請来から700年目の1955年（昭和30年）から一般公開されている。作風、材質など、明らかに日本の仏像とは異質で、寺伝どおり南宋時代の作と考えられている。
なお、舎利殿に安置される木造韋駄天立像と木造伝・月蓋長者（がつがいちょうじゃ）立像も南宋時代の作であり、楊貴妃観音菩薩坐像と共に1997年（平成9年）、重要文化財に指定されている。

## 文化財

### 国宝
- 泉涌寺勧縁疏（かんえんそ） - 俊芿筆。俊芿が、荒廃した前身寺院を「泉涌寺」と改名して再興するため、人々の喜捨（寄付）を募るための趣意書。泉涌寺建立の起源にかかわる歴史上重要な文書であると共に、書道作品としても優れている。
- 附法状 - 俊芿が死の前月、弟子の心海に自らの法を嗣いだ証明として書き与えたもの。

### 重要文化財
- 仏殿
- 大門
- 開山堂
- 開山塔（石造無縫塔）
- 石造無縫塔 2基
- 絹本著色道宣律師・元照律師像（嘉定3年楼鑰賛）・絹本著色俊芿律師像（嘉禄3年自賛）
- 絹本著色後陽成院像 狩野孝信筆
- 木造観音菩薩坐像（楊貴妃観音）附:木造韋駄天立像、木造伝月蓋長者立像 - 詳細は「楊貴妃観音」節を参照。
- 太刀 銘大和則長
- 中御門天皇宸翰大円覚心照国師号勅書
- 法華経 10巻（泉涌寺・雲龍院共有）

### 京都府指定有形文化財
- 舎利殿
- 浴室
- 泉涌水屋形
- 御座所
- 鎮守社本殿
- 鎮守社拝殿
- 開山俊荷律師像

## 歌碑
境内には水屋形に隣接して『枕草子』の作者である清少納言の父・清原元輔の旧居で、清少納言が晩年を過ごしたとされる月輪山荘にほど近い場所として、1974年（昭和49年）に平安博物館館長・角田文衞の発案で『小倉百人一首』に採られた「夜をこめて 鳥のそら音は はかるとも よに逢坂の 関はゆるさじ」の歌碑が建立されている。

## 解脱会との関係
泉涌寺は、新宗教教団である解脱会とのつながりが強い。解脱会の創始者・岡野聖憲（諡号・解脱金剛）は、敗戦により維持・運営に困難をきたしていた同寺に対する援助を行った。聖憲は死後、同寺境内に埋葬されることを希望し、1954年（昭和29年）、聖憲の遺骨を祀る「解脱金剛宝塔」が境内に建立された。聖憲の命日にあたる11月4日には、「解脱金剛御年祭」が行われるほか、毎月4日に聖憲に対する法要が執り行われている。解脱会は泉涌寺を、伊勢神宮、橿原神宮と並ぶ三聖地と定め、聖地巡拝として毎年1,000人ほどが参列している。

## 前後の札所
洛陽三十三所観音霊場
19 泉涌寺塔頭今熊野観音寺　-　20 泉涌寺　-　21 法性寺
真言宗十八本山
7 智積院　-　8 泉涌寺　-　9 教王護国寺
京都十三仏霊場
5 大善寺　-　6 泉涌寺　-　7 平等寺
泉山七福神巡り
5 泉涌寺別院雲龍院　-　番外 泉涌寺本坊　-　6 泉涌寺塔頭悲田院
神仏霊場巡拝の道
120 智積院　-　121 泉涌寺　-　122 泉涌寺塔頭今熊野観音寺

## アクセス
- 京都市営バス（88・202・207・208系統）「泉涌寺道」バス停下車、総門まで徒歩約5分、大門まで徒歩約10分。
- JR奈良線、京阪本線「東福寺駅」から総門まで徒歩約15分、大門まで約20分。

## 周辺
- 今熊野観音寺
- 東福寺